# 乔治·比亚西尼
乔治·比亚西尼（義大利語：Giorgio Biasini，？—？），意大利前男子雪车运动员。他曾代表意大利参加瑞士举办的1930年国际雪车联合会世界锦标赛，获得男子四人金牌。